# Winx Club
Winx Club is een Italiaans-Amerikaanse animatieserie geproduceerd door Rainbow S.p.A. en Nickelodeon Animation Studios. De reeks werd bedacht door Iginio Straffi. Het verhaal van de serie draait om een magische wereld met zes feeën in de hoofdrollen.
De serie telt al acht seizoenen met in totaal 208 afleveringen. Verder zijn er drie films en vier specials gebaseerd op de serie.
Op 4 november 2016 ging een spin-off van Winx Club getiteld World of Winx in première in Amerika en ook in België en Nederland. De serie is te zien op Netflix.
Op 15 april 2019 ging het achtste seizoen van Winx Club in première in Italië op zender Rai YoYo. Dit seizoen is een “soft reboot” met een verandering in graphics en animatie. Een groot deel van de crew van de eerste zeven seizoenen keerde om deze reden dan ook niet terug. Dit seizoen doelde meer op een jonger publiek; terug te zien in de personages die een stuk jonger ogen. Dit seizoen is nooit uitgezonden in Nederland.
Op 16 april 2020 is bekendgemaakt dat Rainbow S.p.A. werkt aan een reboot. De serie staat geplant voor 2025 en zal te zien zijn in veertig verschillende talen. 
op 22 januari 2021 ging Fate: The Winx Saga in première. Fate: The Winx Saga is een dramaserie geïnspireerd op Winx Club. De serie is geproduceerd door Archery Pictures in samenwerking met Rainbow S.p.A.. De serie is te zien op Netflix.

## Uitzendingen
Winx Club wordt wereldwijd in 130 landen vertoond op onder andere Rai 2, France 3, RTL, SBT (Braziliaanse zender) en Telecinco. De serie is in 43 talen vertaald.
Seizoen 1 tot en met 7 werd in nagesynchroniseerde vorm uitgezonden in Nederland en België op de zender Nickelodeon. Vanaf 2021 is serie 7 te zien op Disney Channel.
Winx Club is de eerste Italiaanse animatieserie die ook in de Verenigde Staten uitgezonden is. In het Engels zijn twee versies van de serie Winx Club beschikbaar; een geproduceerd door RAI, en een door 4Kids. Onderling zitten tussen beide versies enkele verschillen. Beide vertellen hetzelfde verhaal, maar de 4Kids-versie gebruikt andere namen voor onder andere planeten en zelfs de titels van enkele afleveringen. Ook worden sommige afleveringen veranderd door 4Kids, waardoor sommige scènes in een andere aflevering zitten dan oorspronkelijke, en past 4Kids enige censuur toe om de serie geschikter te maken voor jongere kijkers. De RAI-versie wordt vaak de Britse of Engelse versie genoemd. In Engeland worden beide versies uitgezonden. In Nederland is de RAI-versie gebruikt om na te synchroniseren.

### Nederlandstalige versies
In Nederland zijn seizoen 1, 2, 3, 4 en 5 op dvd uitgebracht. Ook alle films zijn in het Nederlands uitgebracht op dvd. 

## Verhaal
De serie speelt in Magix, een andere dimensie waarin alle bewoners beschikken over magische krachten. Magix wordt voornamelijk bewoond door een groot aantal magische wezens zoals feeën, tovenaars, heksen, elfjes, trollen, reuzen en monsters en krijgers genaamd specialisten. Alfea is een kostschool voor feeën, Wolkentoren een school voor heksen en Red Fountain een school voor specialisten. De drie scholen bevinden zich in Magix.
Seizoen 1 introduceert Bloom, een 16-jarig meisje dat geen idee heeft wie ze echt is. Ze komt er pas achter dat ze een fee is als ze Stella, een fee, in het bos van het park op aarde ontmoet dat tegen monsters aan vechten was. Stella vraagt aan Bloom om mee te gaan naar Alfea, een school voor feeën in Magix. Bloom gaat mee en wordt toegelaten op de school. Hier maakt ze al snel nieuwe vriendinnen: Flora, Musa en Tecna. Samen vormden de meiden een vriendinnengroep: de Winx.
Bloom moest haar ouders achterlaten op Aarde.
Verder in het seizoen ontdekt Bloom langzaam aan meer over haar afkomst. Zo blijken haar Aardse ouders haar adoptieouders te zijn, en haar echte ouders verdwenen te zijn in een strijd tegen de oer-oude heksen. Bloom is namelijk de verloren prinses van de verlaten, ijzige planeet Domino, en komt erachter dat ze een zus heeft, Daphne, een nymph. Haar oudere zus Daphne is tijdens de strijd tegen de oude heksen vervloekt geraakt en veranderde in een schim.
De Winx vechten vaak tegen de Trix, een jong heksengroepje dat bestaat uit de vriendinnen Icy, Darcy en Stormy. Zij studeren aan de heksenschool Wolkentoren.
In het climax van het seizoen ontdekken de Trix dat Bloom de hoeder is van de meest machtigste kracht, de drakenvlam, en nemen ze haar krachten af. Hierna roepen de Trix een heel groot leger met monsters op waarmee ze van plan zijn de hele magische dimensie te veroveren. 
Ze worden verslagen door de Winx en worden naar het strafkamp Lichtrots gestuurd.
Seizoen 2 onthult een nieuwe vijand: Lord Darkar. De duistere feniks wil de vier stukken van de Codex bemachtigen. Dit is een magisch voorwerp dat de bezitter oneindige macht geeft. Hij bevrijdt de Trix uit het strafkamp en neemt hen aan als zijn handlangers.
Op een dag komt er een nieuwe fee genaamd Layla uit het bos gelopen; zij is ernstig uitgeput en valt flauw recht voor de ogen van de Winx. Als ze bijgekomen is, vertelt ze wat haar is overkomen en schieten de Winx haar te hulp. De Winx moeten de Elfjes gaan redden die Layla al eerder probeerde te redden. Ze slagen erin de reddingsmissie te voltooien. De Feeën en de Elfen krijgen allemaal een magische hechtingsband.
In de loop van het seizoen krijgen de Winx elk een Charmix, die hun krachten vergroot. Darkar is er in geslaagd alle vier stukken van de Codex te bemachtigen, met behulp van de Trix. Hij heeft alleen nog Blooms drakenvlam nodig om de ultieme macht van de Codex te kunnen activeren. 
Darkar heeft Bloom betoverd met het schaduwvirus waardoor zij slecht is geworden en de bevelen van Darkar gaat uitvoeren. Wanneer Bloom en Darkar samen werken heeft Darkar de Trix niet meer nodig en jaagt hen weg.
In de finale strijden de Winx, specialisten en de leraren tegen Darkar. Iedereen is verzwakt, maar Sky verzamelt al zijn energie die hij nog heeft om tegen Bloom te spreken. Dit zorgt ervoor dat Bloom diep van binnen haar genezende krachten activeert en zo ontsnapt ze uit Darkars duistere betovering. Nadien activeren de Winx hun Charmix en bundelen ze hun krachten en verslaan Darkar.
Seizoen 3 introduceert Valtor, een kwaadaardige tovenaar die 17 jaar geleden door het Gezelschap van Licht opgesloten werd in de Omegadimensie, een koude en bevroren plaats waar alleen de grootste schurken gevangen zitten. De Trix werden daar ook naartoe gestuurd om hun straf uit te zitten. Icy heeft zichzelf en haar zusters bevrijd. Samen bevrijden ze Valtor uit het ijs en samen willen ze het universum veroveren. Om dit nieuwe kwaad te verslaan krijgen de Winx toegang tot de Enchantix, de grootste kracht die een fee zou kunnen hebben. Bloom is de enige die Valtor kan verslaan maar hierdoor riskeert ze wel haar leven. Ook zij zou kunnen sterven tijdens het vernietigingsproces van Valtor, omdat zij en Valtor met elkaar verbonden zijn door de Drakenvlam. Toch besluit ze om Valtor te vernietigen met haar feeënstof en overleeft Bloom het.
Bloom komt erachter dat haar ouders nog leven en zal met behulp van de Winx haar ouders zoeken. Dit leidt naar de eerste film van Winx Club.
Seizoen 4 speelt zich grotendeels op Aarde af, omdat de Winx daar door Faragonda heen worden gestuurd voor een missie. Ze moeten de laatste fee op Aarde zien te vinden en haar zien te beschermen tegen de tovenaren van de zwarte cirkel, die de krachten van de laatste fee op Aarde willen afnemen om over de ultieme macht te kunnen beschikken. Om de gemene tovenaren te verzwakken moeten ze de mensen op Aarde weer in magie laten geloven.
De Winx vinden de laatste fee op Aarde. Haar naam is Roxy. Om de mensen weer in magie te laten geloven moeten de Winx over een nieuwe kracht zien te beschikken: Believix.
Uiteindelijk weet ook Roxy haar
feeënvorm te bemachtigen en bevrijden de Winx alle andere Aardse feeën die door de tovenaren van de zwarte cirkel gevangen gehouden werden. Doordat de mensen terug in magie geloven en de Aardse feeën zijn bevrijd, zijn de tovenaren verzwakt, en konden de Winx zo de gemene tovenaren verslaan. 
Na het lange avontuur tegen de tovenaren en de wraakzuchtige Aardfeeën is alles toch goed gekomen, de Aardse feeën besloten terug vrede te sluiten met de mensen en de Winx nadat de tovenaren zijn verslagen.
Morgana, de Aardse feeënkoningin, onthult aan Roxy dat ze haar moeder is, en besluit om weer bij haar te wonen samen met haar vader Klaus.
De nieuwe Aardse feeënkoningin wordt Nebula, de fee van Vrede.
In seizoen 5 komen de Winx oog in oog te staan met de zeemeerman Tritannus, een neef van Layla die de macht over alle oceanen van de magische dimensie wil. De Trix keren ook weer terug, en sluiten zich bij hem aan. Om Tritannus te verslaan moeten de Winx weer een nieuwe kracht bemachtigen: Sirenix. Maar er rust een vloek op Sirenix, die Daphne in een geest heeft veranderd. Een stadium voor Sirenix is Harmonix. De Winx moeten op zoek gaan naar de drie juwelen van Zelfvertrouwen, Empathie en Moed om Sirenix te krijgen met behulp van Harmonix. Slagen de Winx hier niet op tijd in, dan zullen ze net zoals Daphne eindigen. De Winx krijgen tijdens hun zoektocht hulp van selkies.
Gelukkig weten de Winx Sirenix te bemachtigen en aan het einde van seizoen 5 wordt Tritannus verslagen door Bloom. Hij wordt verbannen naar de vergetelheid. De vloek van Sirenix wordt verbroken en hierdoor wordt Daphne weer een mens met een fysiek lichaam.
Seizoen 6 introduceert Selina, een nieuwe heks op Wolkentoren en de eigenaresse van een kwaad boek genaamd het Legendarium, wat haar in staat stelt om wezens uit mythes op te roepen. De Trix nemen Wolkentoren over en worden bondgenoten met Selina om met behulp van haar monsterleger ook de andere magische scholen te veroveren. In werkelijkheid heeft Selina haar eigen plannen. Ze wil een kwaadaardige tovenaar genaamd Acheron bevrijden, die het Legendarium heeft gecreëerd, hij zit vast in zijn eigen boek en Selina zoekt een manier om hem te bevrijden.
Als de Winx voor de eerste keer tegen Selina vechten, verliezen ze allemaal hun Sirenix krachten, op Bloom na. Zij heeft nog net genoeg kracht over om een nieuwe feeënkracht te ontwikkelen: Bloomix. De Winx moeten het Legendarium boek sluiten, dat kan alleen met het Legendarium sleutel. De sleutel bevindt zich in de Legendarium wereld, de Winx kunnen die wereld alleen binnen met de Mythix kracht, hiervoor gaan ze naar Tir Na Nog, het eiland van de Aardfeeën. Daar krijgen ze met behulp van Nebula de Mythix staffen, waardoor ze de Legendarium wereld binnen kunnen, en vinden ze de sleutel.
Tegen het eind van het seizoen slaagt Selina in haar doel om Acheron te bevrijden, maar Acheron verraadt haar onmiddellijk. Hierna zoekt Selina hulp bij de Winx, en helpt hen om Acheron te stoppen. Bloom is er in geslaagd om Acheron te verslaan en de Trix gevangen te zetten. Ze gebruiken de sleutel die ze in de Legendarium wereld hebben gevonden om het Legendarium boek voor goed te sluiten. Selina geeft het terug aan de rechtmatige eigenaar: Eldora, de feeënpeetmoeder. Aan het einde van het zesde seizoen trouwt Daphne met Thoren en ze geven een huwelijksfeest.
Seizoen 7 introduceert de feeëndieren. Dit zijn magische wezens die beschikken over talenten die nodig zijn om de balans in Magix te bewaren. Elke Winx krijgt zo'n feeëndier toegewezen. Ook verschijnen er twee nieuwe schurken: de broer en zus Kalshara en Brafilius. Beiden zijn gedaanteveranderaars die het voorzien hebben op de feeëndieren om zo de ultieme kracht in handen te krijgen. Om de feeëndieren te beschermen, moeten de Winx weer twee nieuwe krachten bemachtigen, de Butterflix en Tynix. Ongeveer eind van het seizoen keren de Trix terug, ze stelen de ultieme kracht van Brafilius en Kalshara. Eind seizoen 7 worden de Trix en Kalshara verslagen. De Trix worden verbannen naar het tijdperk dat er nog niets was in het universum en Kalshara valt in een magisch gat dat haar opslokt. Brafilius begint een nieuw leven met de feeëndieren.
Seizoen 8
In dit seizoen is de animatie anders dan de vorige seizoenen. De Winx hebben een missie in de ruimte, ze moeten de sterren redden die door een oude vijand (Valtor) in gevaar zijn. Ze kunnen voor het eerst oude transformaties terughalen, zoals Enchantix, en Sirenix.
Valtor bevrijdt de Trix en wil samen de krachtigste sterren in handen krijgen om de magische dimensie te veroveren. De Winx moeten de 7 sterren-wens zien te vinden vooraleer Valtor ze vindt.
Op het einde van het seizoen slagen de Winx erin om de sterren en de planeten te redden en Valtor opnieuw te verslaan. Wegens een onverwerkt trauma in Icy’s verleden heeft Icy het juiste pad gevolgd, en heeft de Winx geholpen Valtor te verslaan. De Trix en de Winx staan bij elkaar in het krijt. De nu 23-jarige Winx hebben de magische dimensie gered en blijven de beschermers van de magischie dimensie.

## Afleveringen
| Seizoen | Afleveringen | Uitgezonden       | Uitgezonden       | Uitgezonden       | Uitgezonden      |
| Seizoen | Afleveringen | Start van seizoen | Seizoensfinale    | Start van seizoen | Seizoensfinale   |
| ------- | ------------ | ----------------- | ----------------- | ----------------- | ---------------- |
| 1       | 26           | 28 januari 2004   | 26 maart 2004     | voorjaar 2005     | voorjaar 2005    |
| 2       | 26           | 19 april 2005     | 14 juli 2005      | 31 oktober 2005   | 5 december 2005  |
| 3       | 26           | 29 januari 2007   | 28 maart 2007     | april 2007        | december 2007    |
| 4       | 26           | 15 april 2009     | 13 november 2009  | 24 oktober 2009   | 2010             |
| 5       | 26           | 16 oktober 2012   | 24 april 2013     | 21 oktober 2012   | 30 augustus 2013 |
| 6       | 26           | 6 januari 2014    | 4 augustus 2014   | 9 juni 2014       | 20 augustus 2014 |
| 7       | 26           | 21 september 2015 | 3 oktober 2015    | 10 augustus 2015  | 13 januari 2016  |
| 8       | 26           | 9 april 2019      | 17 september 2019 | N.v.t.            | N.v.t.           |

## Spin-offs
Winx Club heeft twee spin-offs gekregen:
- PopPixie
- World of Winx

## Films
Behalve de 8 seizoenen aan afleveringen, zijn er ook drie films uitgebracht.
- Winx Club: Het Geheim Van Het Verloren Rijk (2008)
- Winx Club: Het Magische Avontuur (2010)
- Winx Club: Het Mysterie van de Afgrond (2014)

## Winx Club-specials
In samenwerking met Nickelodeon heeft Rainbow S.r.l in 2012 vier Winx Club-specials gemaakt. De specials waren bedoeld om seizoen 1 en 2 in het kort samen te vatten voor Amerika omdat daar en in de rest van de wereld Winx Club opnieuw in de markt gebracht zou gaan worden. Ook in Nederland zijn de specials dus uitgezonden. Elke special was zo'n 45 minuten lang. De eerste 3 specials vatten seizoen 1 samen en de laatste special vat seizoen 2 samen.
De Nederlandse titels:
- Hoe het allemaal begonnen is
- De wraak van de Trix
- De strijd om Magix
- De schaduw Feniks

## Computerspellen
Er bestaan meerdere computerspellen gebaseerd op de serie.
- Winx Club: Video Game: seizoen 1
- Winx Club: Join the Club (PSP): seizoen 2
- Winx Club: The Quest for the Codex (DS en GBA): seizoen 2
- Winx Club: Mission Enchantix (DS): seizoen 3
- Winx Club: Secret Diary 2009 (DS)
- DanceDanceRevolution Winx Club (Wii)
- Winx Club: Believix In You (DS): seizoen 4
- Winx Club: Your Magic Universe (DS)
- Winx Club: Rock Stars
- Winx Club: Saving Alfea (DS) en (3DS): seizoen 6

## Nederlandse stemmen

### De Winx
- Bloom: Niki Romijn
- Stella: Jannemien Cnossen
- Flora: Mirjam Vriend (seizoen 1 tot heden, 1e film) Georgina Verbaan (2e en 3e film)
- Layla: Marlies Somers
- Musa: Monique van der Ster
- Tecna: Ellis van Maarseveen (seizoen 1 t/m 4, 1e film), Peggy Vrijens (seizoen 5 tot heden, 2e en 3e film)

### De Specalisten
- Sky: Wiebe Pier Cnossen
- Brandon: Ajolt Elsakkers
- Riven: Ernst Drukker (seizoen 1 t/m 5), Stephan Holwerda (seizoen 5 tot heden), Timo Descamps (2e film)
- Timmy: Rolf Koster (seizoen 1, 3 tot heden)
- Helia: Kevin Hassing (seizoen 4 tot heden)
- Nabu: Rolf Koster
- Roy: Casper van Hensbergen (seizoen 5), Sander Vissers (seizoen 6)
- Nex: Bas Sligting
- Thoren: Mark Haayema

### De Schurken
- Icy: Karin van As (seizoen 1-2), Ilse Warringa (seizoen 3 tot heden), Linda Wagenmakers (3e film)
- Darcy: Hymke de Vries
- Stormy Nathalie Haneveld (seizoen 1 tot heden), Meghna Kumar (3e film)
- Lord Darkar: Chiel van Berkel
- Valtor: Harpert Michielsen
- Diaspro: Karin van As (seizoen 1), Donna Vrijhof (seizoen 2), Alma Nieto (seizoen 3 - heden)
- Ogron: Pim Veth
- Anagan: Paul Disbergen
- Gantlos: Kevin Hassing
- Duman: Alexander de Bruijn
- Tritannus: Stephan Holwerda
- Selina: Chava Voor in 't Holt
- Acheron: Simon Zwiers
- Kalshara: Marloes van den Heuvel
- Brafillius: Finn Poncin

### De Leraren
- Faragonda: Hymke de Vries
- Griselda: Kiki Koster
- Griffin: Ingeborg Wieten (seizoen 1 - seizoen 6 deel 1)
- Saladin: Jan Nonhof
- WizzGizz: Louis van Beek
- Paledium: Sander de Heer
- Morgana: Ingeborg Wieten
- Omnia: Marjolein Algera
- Hagen: Chiel van Berkel (1ste film), Just Meijer (seizoen 6)

### De Pixies
- Locket: Edna Kalb (seizoen 2), Ingeborg Wieten (seizoen 3 tot seizoen 6)
- Chatta: Nicoline van Doorn
- Tune: Jennifer Ewbank (2de film)
- Digit: Marieke de Kruijf (seizoen 2), Marlies Somers (seizoen 3 tot heden)
- Amore: Meghna Kumar
- Piff: Marlies Somers
- Corra: Donna Vrijhof
- Cherie: Robin Virginie

### De Selkies en Feeëndieren
- Serena: Sanne Bosman
- Illiris: Ingeborg Wieten
- Lithia: Nicoline van Doorn
- Sonna: Pip Pellens
- Desiryee : Aletta Meijer
- Phylla : Donna Vrijhof
- Sqonk: Donna Vrijhof
- Shiny Alma Nieto
- Critty: Lizemijn Libgott
- Flitter: Jürgen Theuns

### De ouders
- Vanessa: Ingeborg Wieten
- Mike: Wiebe Pier Cnossen
- Marion: Ellis van Maarseveen (1e film), Birgit Schuurman (2de film en seizoen 5 tot heden), Anneke Beukman (paar afleveringen seizoen 6)
- Oritel: Wiebe Pier Cnossen
- Radius: Jan Nonhof
- Erendor: Sander de Heer (seizoen 2-3)
- Samara: Kiki Koster (seizoen 2-3), Donna Vrijhof (seizoen 5)
- Magnethia: Kiki Koster
- Elissa: Ingeborg Wieten
- Ho-Boe: Jan Nonhof
- Matlin: Kiki Koster

### Overige personages
- Daphne: Ellis van Maarseveen (seizoen 1 t/m 3), Kiki Koster (2e film, seizoen 5 deel 1), Marjolein Algera (seizoen 5 deel 2 tot heden)
- Roxy: Meghna Kumar
- Knut: Sander de Heer
- Mitzi: Nathalie Haneveld
- Chimera: Melise de Winter
- Klaus: Paul Disbergen
- Krystal: Sanne Bosman
- Nebula: Ingeborg Wieten
- Lord Bartelby: Chiel van Berkel
- Amentia: Donna Vrijhof
- Sponsus: Louis van Beek
- Mei Lee: Sanne Bosman
- Orlando: Sander Viseer
- Mielle: Marlies Somers
- Mirta: Kiki Koster
- Kiko: Louis van Beek (seizoen 1 t/m 4)

## Overige informatie
- Diverse gastrollen: Aukje van Ginneken, Donna Vrijhof, Paula Majoor, Jan Nonhof, Kiki Koster, Alma Nieto, Nicoline Van Doorn, Birgit Schuurman, Anneke Beukman, Hymke de Vries, Ingeborg Wieten, Louis van Beek, Ernst Drukker, Patrick van Balen, Milan van Weelden, Job Bovelander, Lizemijn Libgott, Filip Bolluyt, Melise de Winter, Just Meijer, Finn Poncin.
- Zangeressen: Niki Romijn, Monique van der Ster, Jannemien Cnossen.
- Opnamestudio: Wim Pel Productions (WPP).